# Jugoslovanska vojska v domovini
Jugoslovanska vojska v domovini (kratica JVvD), bolj znana kot četniki (v Sloveniji tudi plava garda) so bile vojaške enote, ki so se po kapitulaciji redne jugoslovanske vojske leta 1941 organizirale v delih okupirane Jugoslavije, da bi nadaljevale boj z okupatorji. Njihov poveljnik je bil general Draža Mihajlović, ki je bil hkrati vojni minister jugoslovanske begunske vlade.

## Nastanek četništva
Četništvo v drugi svetovni vojni se je napajalo iz tradicij neregularnih enot pravoslavnega prebivalstva v času Osmanskega cesarstva, organizacijsko pa se je deloma naslanjalo na strukture četniških enot Vojske Kraljevine Jugoslavije.

## Četništvo v Sloveniji
Med okupacijo od 1941 do 1945 so v Sloveniji delovali, poleg partizanov, vaških straž in domobrancev, tudi slovenski četniki, navadno imenovani plavogardisti. Dejansko je šlo za del poražene vojske Kraljevine Jugoslavije (VKJ), ki je kot četniški odredi oz. kot del Jugoslovanske vojske v domovini (JVvD) deloval po navodilih begunske vlade v Londonu, v Jugoslaviji pa je bil podrejen generalu Draži Mihajloviću.
Poveljnik slovenskih četnikov je bil najprej konjeniški polkovnik Jaka Avšič, njegov načelnik štaba pa generalštabni major Karl Novak. Ko je polkovnik Avšič že sredi 1941 prestopil k partizanom, je poveljnik slovenskih četnikov postal četniški vojvoda Karl Novak, ki je bil pozneje (1944, v Italiji) povišan v podpolkovnika, nazadnje pa leta 1946 v generalštabnega polkovnika. Ko je septembra 1943 major Novak odšel v Italijo kot predstavnik generala Mihailovića za zvezo z zahodnimi zavezniki, so slovenske četnike vodili kapetan bojne ladnje Anton Klinar - Hren, polkovnik oz. brigadni general Vladimir Vauhnik (kot general Račič) in polkovnik oz. divizijski general Ivan Prezelj - Andrej, ki je bil nazadnje imenovan še za poveljnika Slovenske narodne vojske.
Tako je med vojno delovalo od 300 do 600 četnikov, predvsem kot obveščevalci in diverzanti, saj so imeli neposredne zveze tudi z britansko SOE. Po letu 1944 so delovali tudi na Štajerskem, kjer so se zbirali predvsem dezerterji iz nemške vojske. Mnogi so tudi po končani vojni nadaljevali z ilegalnim obveščevalnim in diverzantskim delovanjem (križarji, Matjaževa vojska). Mnogim so tudi sodili (Mirko Bitenc, Milko Vizjak, Ernest Peterlin).